# Spider Loc
Spider Loc, pseudonimo di Curtis Norwell Williams (Compton, 14 febbraio 1979), è un rapper e attore statunitense.

## Biografia
Il rapper venne scoperto da Suge Knight, assieme alla Death Row, che appare nella colonna sonora Dysfunktional Family Soundtrack e alla Kurupt Against tha Grain, sotto il nome "Spider", ma non ha mai firmato un contratto. Intorno a Settembre 2004, SPI incontrò il rapper della G-Unit, Young Buck, ad Atlanta che si è esibito. Young Buck lo presentò a 50 Cent sul set del video di Shorty Wanna Ride e si esibì in un rap freestyle. Dopo quattro mesi il rapper ha firmato un contratto discografico con la G-Unit Records.
Da allora Spider Loc è apparso in molti mixtape della G-Unit come G-Unit Radio Part 18 - Rags to Riches e ha anche pubblicato il suo mixtape G-Unit West, il titolo Bangadoshish con gli artisti Young Buck, Big Syke, 50 Cent e Olivia.
Nel settembre 2007, ha pubblicato un album di strada, West Kept Secret: The Prequel e nel giugno successivo ha pubblicato un progetto di follow-up Da 1 U Luv 2 Hate. In un'intervista con HipHopDX rilasciata il 27 Marzo del 2011, Spider Loc ha confermato di essere ancora sotto contratto con la G-Unit e non si è trasferito alla EMI.
Nel 2011 Spider ha dichiarato che G-Unit West era tornato e funzionante con l'arrivo di Slim da Mobster.
Spider Loc ha abbandonato la G-Unit alla fine del 2011.
L'8 giugno 2017 Spider Loc è apparso su Wheel of Fortune. Durante l'episodio ha dichiarato di essere attualmente impiegato come addetto alla sicurezza ed è il padre di 6 bambini. Spider gestisce anche la sua etichetta discografica, la BAYMAAC Records.

## Controversie

### La faida con The Game.
Tutto questo iniziò nel 2005, quando Game venne cacciato dalla G-Unit, e nel giro del poco tempo, Spider entra nella G-Unit Records e partecipa nella faida tra 50 Cent contro The Game. Nel 2006 Spider pubblica un G-Unit Radio, intitolato G-Unit Radio Part 18: Rags to Riches dove contengono alcuni disstracks su Game. The Game stesso, pubblica 240 Bars, (Spider Joke) riferito proprio a Spider. Spider nel 2007, pubblica un altro mixtape, intitolato BANGADOSHISH 2, dove la metà della raccolta, è riferita a The Game. Questa faida continuò quando l'amico rapper 40 Glocc dissa Game in vari pezzi, ovviamente collaborando con SPI.

## Discografia

### Album
- Da 1 U Luv 2 Hate (2008)
- B.A.Y.M.A.A.C (2010)
- The Graveyard Shift (con il rapper 40 Glocc e DJ Drama) (2011)
- The Lost Tapes (2018)
- Ill Literate (2019)

### EP
- West Kept Secret: The Prequel (2007)

### Mixtape
| Anno | Titolo                                                                                  |
| ---- | --------------------------------------------------------------------------------------- |
| 2005 | - Brainless: The Prequel - Anno : 2005                                                  |
| 2006 | - Bangadoshish (DJ Whoo Kid) - Anno : 2006                                              |
| 2006 | - Southwest Influence (DJ Flipcyde) - Anno : 2006                                       |
| 2006 | - Connected (DJ Felli Fel) - Anno : 2006                                                |
| 2006 | - G-Unit Radio: Part 18 - Rags 2 Riches (DJ Whoo Kid) - Anno : 2006                     |
| 2007 | - Bangadoshish 2 (DJ CRASH D with Papa Smurf) - Anno : 2007                             |
| 2007 | - Paroled (The Official Movie Mixtape w/ DJ Crash D) - Anno : 2007                      |
| 2007 | - Connected 2 (DJ Felli Fel & Nik Bean) - Anno : 2007                                   |
| 2007 | - Global Warning (DJ Woogie) - Anno : 2007                                              |
| 2007 | - Connected 3 (DJ Whoo Kid & DJ Crash D) - Anno : 2007                                  |
| 2008 | - The King Of R&B (Rapping & Banging) : Vol. 1 (DJ Crash D) - Anno : 2008               |
| 2008 | - Connected 4 (DJ Whoo Kid & Dj Crash D) - Anno : 2008                                  |
| 2008 | - The Best Of Spider Loc: Volume 1 (DJ Whoo Kid) - Anno : 2008                          |
| 2008 | - Bangadoshish 3 (DJ Warrior & DJ Woogie) - Anno : 2008                                 |
| 2009 | - Connected 5 (DJ Whoo Kid & DJ Crash D) - Anno : 2009                                  |
| 2009 | - The King Of R&B (Rapping & Banging): Vol. 2 (DJ Nina 9 & DJ Crash D) - Anno : 2009    |
| 2009 | - Arachnophobia (Shadyville DJs) - Anno : 2009                                          |
| 2009 | - Land Of The Lost (DJ Crash D) - Anno : 2009                                           |
| 2009 | - We On Top (DJ Crash D) - Anno : 2009                                                  |
| 2009 | - The King Of R&B : Vol. 3 - Anno : 2009                                                |
| 2009 | - Reptible (Shadyville DJs) - Anno : 2009                                               |
| 2009 | - Connected 6 (DJ Whoo Kid& DJ Crash D) - Anno : 2009                                   |
| 2009 | - Jac´n 4 Beats (Hosted by Gangsta Granny & DJ Crash D) - Anno : 2009                   |
| 2010 | - B.A.Y.M.A.A.C (DJ Crash D) - Anno : 2010                                              |
| 2013 | - Streets May Be Icy: The Realist (with Cash Daddy) (DJ 1Hunnit & DJ RNS) - Anno : 2013 |
| 2014 | - C.R.I.P (with J-Llove) - Anno : 30 Settembre 2014                                     |
| 2017 | - The Lost Tape - Anno : 2017                                                           |